# Litoria bicolor
Espèce
Synonymes
- Eucnemis bicolor Gray, 1842

Statut de conservation UICN

 LC  : Préoccupation mineure
Litoria bicolor est une espèce d'amphibiens de la famille des Pelodryadidae.

## Répartition

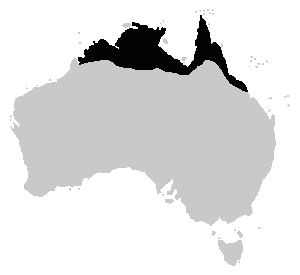
Distribution

Cette espèce est endémique d'Australie. Elle se rencontre en Australie-Occidentale dans la région du Kimberley, dans le nord du Territoire du Nord et dans le Nord du Queensland le long des côtes jusqu'à Bowen.
Sa présence sur les îles Aru avait été rapportée mais l'appartenance à cette espèce de des spécimens qui y avaient été collectés a été écartée.

## Description

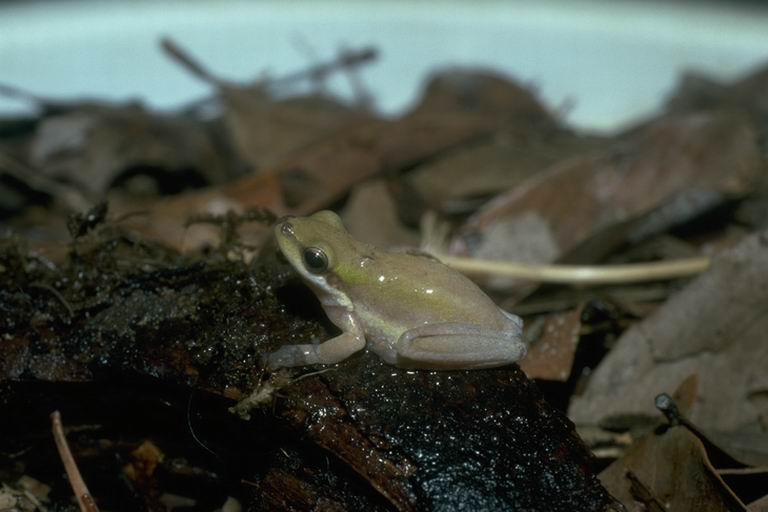
Litoria bicolor

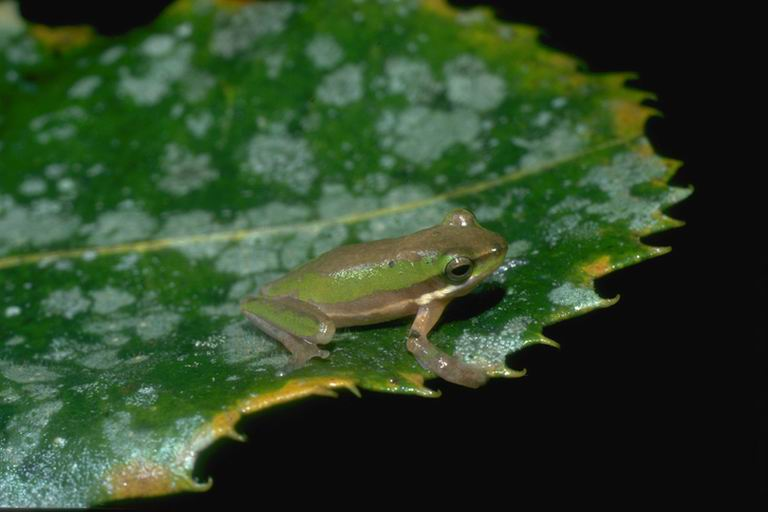
Litoria bicolor

Les mâles mesurent de 23 à 27 mm et les femelles de 25 à 29 mm.

## Publication originale
- Gray, 1842 : Description of some hitherto unrecorded species of Australian reptiles and batrachians. Zoological Miscellany, vol. 2, p. 51-57 (texte intégral).